# Alain Plagne
Alain Plagne, né le 28 novembre 1970, est un mathématicien français.

## Biographie
En 1998, il soutient sa thèse Points entiers sur les courbes strictement convexes, sommes de sous-ensembles et codes de recouvrement sous la direction du mathématicien Jean-Marc Deshouillers à l'université Bordeaux-I. Il enseigne au Centre de mathématiques Laurent-Schwartz de l'École polytechnique. 
En 2003, il reçoit le Prix européen de combinatoire pour son travail sur la théorie combinatoire des nombres.